# Georges Kari Adeke
Georges Kari Adeke (ur. 13 lipca 1981 w Yaoundé) – kameruński siatkarz, gra na pozycji rozgrywającego.
Debiutował w klubie Sonel VB. Obecnie reprezentuje barwy Al Nasser.